# Pseudogyrtona confusa
Pseudogyrtona confusa är en fjärilsart som beskrevs av Alfred Ernest Wileman 1911. Pseudogyrtona confusa ingår i släktet Pseudogyrtona och familjen nattflyn. Inga underarter finns listade i Catalogue of Life.